# Fédération d'échecs du Botswana
La Fédération d'échecs du Botswana (en anglais : Botswana Chess Federation) est l'organisme qui a pour but de promouvoir la pratique des échecs au Botswana. Elle organise le championnat du Botswana d'échecs.
La Botswana Chess Federation est affiliée à la Fédération internationale des échecs depuis 1982.